# Valentín Tornos
Valentín Tornos López (Madrid, 4 de enero de 1901 - íd., 19 de septiembre de 1976) fue un actor español. Hizo numerosos papeles de secundario en teatro y cine, y alcanzó una gran popularidad en su vejez con el papel de Don Cicuta en el concurso televisivo Un, dos, tres... responda otra vez.

## Biografía
Tras finalizar sus estudios de primaria, comenzó a trabajar como auxiliar de juzgados y secretario de notarías. Su debut teatral se produjo en 1920, con la compañía de Antonia Plana y Emilio Díaz. Desde entonces consagra su trayectoria profesional al teatro, casi siempre en papeles secundarios, y con los que consigue una popularidad muy discreta. Especializado en comedia, interpreta obras de Carlos Arniches, Pedro Muñoz Seca o los Hermanos Álvarez Quintero.
A principios de los años veinte se integra en la compañía de Loreto Prado y Enrique Chicote, donde conoce a la que sería su esposa durante 54 años, Consuelo Cisneros, con la que contrae matrimonio en 1922. Tras pasar por el Teatro de la Comedia (1931-1936). Finalizada la guerra civil española, continuaría su carrera teatral junto a cómicos como Manolo Gómez Bur y Zori, Santos y Codeso.
En cine debutó tarde, a la edad de 58 años, con La Copla Andaluza (1959) y rodó más de cuarenta películas, siempre en papeles secundarios. De su trayectoria cinematográfica, se pueden destacar títulos como La Gran Familia (1962) de Fernando Palacios, El grano de mostaza (1962) de José Luis Sáenz de Heredia, La verbena de la Paloma (1963) de José Luis Sáenz de Heredia, El Verdugo (1963) de Luis García Berlanga, Más bonita que ninguna (1965) de Luis César Amadori, La ciudad no es para mí (1966) de Pedro Lazaga, Historias de la televisión (1965) de José Luis Sáenz de Heredia, Las salvajes en Puente San Gil (1966) de Antoni Ribas, La busca (1966) de Angelino Fons, El turismo es un gran invento (1968) de Pedro Lazaga, El bosque del lobo (1971) de Pedro Olea o La semana del asesino (1972) de Eloy de la Iglesia.
Presente en Televisión Española desde los primeros tiempos del Paseo de La Habana, su debut en el medio se remonta a 1961 en una adaptación de Don Quijote realizada por Domingo Almendros. Durante la década de los años 60 participó en cerca de setenta espacios dramáticos como Primera fila, Estudio 1, Novela, Teatro de familia o Teatro de humor.
Pese a su extensa trayectoria su gran popularidad le llega en los últimos años de su vida. Había coincidido con Chicho Ibáñez Serrador en alguno de los episodios de Historias para no dormir. Cuando en 1972 el director puso en marcha su famosísimo concurso Un, dos, tres... responda otra vez Ibáñez Serrador se acordó de Tornos para interpretar el papel de Don Cicuta, un viejo cascarrabias, procedente del imaginario pueblo de Tacañón del Todo, ataviado con un oscuro traje de enterrador decimonónico, y que encarna lo peor de una España profunda y gris que empezaba a superarse en aquellos años: Don Cicuta es avaro, pedante y puritano. La pretensión del personaje no era otra que caricaturizar la censura todavía presente en aquellos últimos años de la dictadura franquista.
El personaje convirtió a Valentín Tornos en un auténtico fenómeno sociológico: fue portada de periódicos y revistas, se fabricaron muñecos, juegos de mesa, llaveros, cromos y todo tipo de piezas de mercadería con su imagen, grabó un disco, y consiguió el Premio TP de Oro de 1972 al Personaje Más Popular.
Finalizada la primera etapa del programa, en 1973, el estado de salud de Valentín Tornos, se fue deteriorando y únicamente intervino en un par de películas más: Don Quijote cabalga de nuevo (1973) y Las Correrías del Vizconde de Arnau (1974).
Al comenzar la segunda etapa de Un, dos, tres, el 19 de marzo de 1976, Valentín Tornos, postrado en una silla de ruedas a causa de una trombosis cerebral, no pudo asumir de nuevo el papel que le había convertido en una auténtica celebridad en España. Solo intervino en aquel programa para anunciar la llegada de sus sustitutos procedentes de Tacañón del Todo: el Profesor Lápiz, Don Rácano y Don Estrecho, interpretados respectivamente por Pedro Sempson, Francisco Cecilio y Juan Tamariz.
Valentín Tornos fallecería seis meses después en su domicilio de la calle Camarena, en el madrileño barrio de Aluche.

## Trayectoria en TV
| - Un, dos, tres... responda otra vez (1972-1973) - Buenas noches, señores - La mano derecha (1972) - Ficciones - El cocodrilo ( 1971), - Evadidos (1972) - Teatro de siempre - Calígula (1971) - El hombre sin cuerpo (1971) - Sospecha - Mientras la víspera espera (1971) - Del dicho al hecho - El huésped y la pesca, a los tres días apesta (1971), - Tres españoles, cuatro opiniones (1971), - El que a hierro mata, a hierro muere (1971), - No hay cosa tan sabrosa como vivir de limosna (1971) - El último café (1970) - Páginas sueltas - El club de los corazones antiguos (1970) - Pequeño estudio - El cumpleaños (1970), - El herrero de Betsaida (1970) - Al filo de lo imposible - El cielo abierto (1970) - Fábulas - La alforja (1970) - La Risa española - Los 38 asesinatos y medio del Castillo Hull (1969), - El puesto de antiquités de Baldomero Pagés (1969) - Hora once - El rinocente (1968) - El Premio - Unos instantes (1968), - Un escritor busca empleo (1968) - Tengo un libro en las manos - El espadín (1966) - Estudio 1 - 50 años de felicidad (1966), - Cerca de las estrellas (1966), - Europa y el toro (1966), - Léocadia (1967), - Alberto (1968), - El cianuro, ¿solo o con leche? (1968), - De profesión sospechoso (1969), - Historia de una escalera (1971), - Las aleluyas del señor Esteve (1971), - El avaro (1972), - El aprendiz de amante (1975) - Historias para no dormir - La alarma ( 1966) - El trasplante (1968) - Tú tranquilo - En un vagón de tercera (1965) - Tras la puerta cerrada - La botella (1965) | - Teatro de humor - Cuatro corazones con freno y marcha atrás (1964) - El verdugo de Sevilla (1965) - Los ladrones somos gente honrada (1965) - Mañana puede ser verdad (1964) - Confidencias (1964) - La Noche al hablar - En la boca del león (1964) - Novela - Dos mujeres (1963), - Llegada de noche (1964), - Las dos vidas de Marcela (1964), - El hombre del cuadro (1964), - El inspector (1964), - El fantasma de Canterville (1964), - El legado de 6.000 dólares (1965), - La casa de la Troya (1965), - Las aventuras de Tom Sawyer (1965), - Resurrección (1966), - Boris Godunov (1966), - Las Indias negras (1966), - El aguilucho (1966), - La maleta (1967), - El Cardenal de Castilla (1967), - La herencia (1967), - Aguas estancadas (1969), - Amalia (1970), - El último hogar (1970), - La hija del Capitán (1972) - Gran teatro - Las brujas de Salem (1965) - Don Juan Tenorio (1963) - Rosi y los demás - La condesa sonriente (1963) - Teatro de familia - Detrás de la luna (1963), - Mis muchachos (1963), - La línea y el agujero (1963), - Encrucijada (1964), - Cubierto, 15 pesetas (1964), - La rebelión de Gutiérrez (1964), - Los pantalones (1964) - Primera fila - La pradera de San Isidro (1963), - Me casé con un ángel (1963), - La señorita de Trévelez (1963), - Arsénico y encaje antiguo (1964), - Los endemoniados (1964), - Una mujer sin importancia (1964), - Peribáñez y el Comendador de Ocaña (1964), - Siegfrief (1964), - La reina y los insurrectos (1964), - Crimen y castigo (1965), - Vamos a contar mentiras (1965), - Los caciques (1965), - El caso de la mujer asesinadita (1965), |